# 北条家時
北条 家時（ほうじょう いえとき、応長2年/正和元年（1312年） - 正慶2年/元弘3年5月22日（1333年7月4日））は、鎌倉時代末期の北条氏の一門。大仏流北条氏最後の当主。大仏 家時（おさらぎ いえとき）とも。
大仏流北条維貞の次男。北条高宣の弟で、北条貞宗、北条高直の兄にあたる。通称は陸奥右馬助。

## 生涯
嘉暦2年9月7日（1327年9月22日）に維貞が死去し、跡を継いだ兄・高宣もその翌年の嘉暦3年（1328年）4月に亡くなったので、幼少にしてその跡を継いだ。
元徳元年（1329年）11月11日、評定衆となる。
その後、後醍醐天皇らの討幕運動（元弘の乱）が起こると、二人の弟とともに家時自らが大将の一人として幕府軍を率い、河内金剛山千早城に立て籠もっていた楠木正成を攻めていた（千早城の戦い）。
だが、足利高氏 （のちの尊氏）の離反や六波羅探題の滅亡もあって軍は四散。家時は奈良に逃れた貞宗や高直とは分かれて鎌倉へ赴いたが、正慶2年/元弘3年（1333年）5月22日に新田義貞に攻められて、得宗家当主の北条高時らとともに自害した（東勝寺合戦）。享年22。
弟の貞宗と高直は、兄・家時らの死を知ると、6月5日には出家して縁戚関係にあった足利高氏に降伏。しかし、建武元年（1334年）3月9日に北条家の残党らによる鎌倉侵攻事件などがあったこともあり、高氏の助命嘆願も叶わず7月9日に両者とも処刑され、大仏流北条氏はここに断絶した。